# Première Nation de Red Sucker Lake
La Première Nation de Red Sucker Lake est une bande indienne de la Première Nation oji-cree du Manitoba au Canada. Elle possède huit réserves, dont la principale est Red Sucker Lake 1976. En décembre 2014, elle avait une population totale enregistrée de 1 067 membres dont 930 vivaient sur l'une des réserves. Elle est signataire du Traité 5.

## Géographie
La Première Nation de Red Sucker Lake possède huit réserves.
| Nom                    | Superficie (hectares) |
| ---------------------- | --------------------- |
| Red Sucker Lake 1976   | 252,60                |
| Red Sucker Lake 1976 A | 1 729,90              |
| Red Sucker Lake 1976 B | 1 069,30              |
| Red Sucker Lake 1976 C | 443,60                |
| Red Sucker Lake 1976 D | 57,90                 |
| Red Sucker Lake 1976 F | 28,40                 |
| Red Sucker Lake 1976 G | 10,90                 |
| Red Sucker Lake 1976 H | 129,90                |

## Gouvernement
La Première Nation de Red Sucker Lake est gouvernée par un conseil élu composé d'un chef et de six conseillers.